# Sheldon Glashow
Sheldon Lee Glashow, född i New York 5 december 1932, amerikansk fysiker vid Harvard University i Cambridge, Massachusetts. 
Glashow, Abdus Salam och Steven Weinberg mottog Nobelpriset i fysik 1979 för "deras insatser inom teorin för förenad svag och elektromagnetisk växelverkan mellan elementarpartiklar, innefattande bland annat förutsägelsen av den svaga neutrala strömmen".